# Бюстгальтер
Бюстга́льтер (нем. Büstenhalter — «поддерживающий грудь»; также «лифчик») — предмет женского нижнего белья, который прикрывает, поддерживает и приподнимает женскую грудь. Бюстгальтеры относятся к группе корсетных изделий. В конце XIX века он вытеснил корсет с позиций самого распространённого способа поддержки груди. В наше время производятся бюстгальтеры самых разных форм и видов.

## Этимология
Русское слово бюстгальтер происходит от нем. Büstenhalter, из Büste — «женская грудь» + Halter «держатель». В разговорном языке также используется слово лифчик, это уменьшительная форма от слова лиф — части женского платья, охватывающего стан (грудь и спину), которое в свою очередь происходит от нидерл. lijf — «корпус».

## История
За историю человечества бюстгальтер изобретался несколько раз.
Нагрудные повязки — широкие ленты из плотной льняной ткани — являлись обязательной частью костюма египтянки. Так, в одном из древнейших любовных посланий (VI век до н. э.), дошедших до наших дней, было написано египтянином на куске папируса «Я хотел бы стать лентой, которая стягивает твою грудь». В это время в Египте в моде была небольшая упругая грудь, а висящие груди считались характерными для простолюдинок.
В эпоху Античности женщины носили повязки, похожие на бюстгальтер. Так, в Древней Греции носили специальные повязки, которые или поддерживали грудь снизу, или помогали скрыть чрезмерные формы. Для их обозначения существовали специальные слова: lesester, cestus, apodesme, mastodeton, zona, strophium, cingulum. Как выглядели эти первые бюстгальтеры, никто не знает. Видимо, это была полоса ткани или кожи, которая повязывалась под грудью. Однако разнообразие терминов подсказывает, что за ними скрывается значительное разнообразие предметов, выполнявших функцию «грудедержателя». На древнегреческой амфоре середины V века до н. э. изображена сцена одевания Афродиты, где крылатые существа помогают богине затянуть на спине покрытый узорами строфион.
Древние римлянки под хитонами и туниками носили кожаные пояски — строфии, первый прообраз бюстгальтера, подчёркивающий грудь и талию. На сицилийской вилле античной эпохи сохранилось изображение девушек, занимающихся гимнастикой в раздельных костюмах, то есть трусах и бюстгальтерах. В Помпеях археологи обнаружили на домах фрески с изображением женщин, у которых грудь укрывал предмет, который можно назвать предвестником современного бюстгальтера. Римлянам были известны разные варианты повязок для груди: fascia сдерживала рост бюста у молодых девушек, mamillare стягивала пышную грудь зрелых женщин, повязка strophium только поддерживала грудь снизу, существовали также capitium и toenia.
В Средние века бюстгальтер был забыт. Европейские женщины на протяжении многих столетий носили тяжёлые корсеты с металлическими вставками для поднятия груди. Испанская дворцовая мода в средние века отдавала предпочтение абсолютно плоскому женскому профилю, для чего девочек с самого раннего возраста заключали в свинцовые пластины, препятствовавшие росту бюста. В Страсбурге в 1370 году было издано постановление, предписывавшее всем женщинам поддерживать грудь шнурованным платьем. Во время правления Карла VII на грудь надевали треугольный отрез и легчайший газовый платок — горжеретт (gorgerette).
В 2012 году сообщалось, что в австрийском замке Ленгберг, расположенном в земле Тироль, археологи обнаружили самый древний сохранившийся бюстгальтер, который был изготовлен примерно в середине XV века (находка сделана в 2008 году). Его покрой практически ничем не отличается от современных моделей.

### XIX век
В конце XIX века приобрела популярность немецкая школа женской гигиены, и первое, с чем повели войну врачи (помимо подпольных абортов), был корсет. Идея освобождения от корсета была подхвачена суфражистками: корсет обрекал женщину на несамостоятельность и малоподвижность и, следовательно, служил орудием закрепощения женщин.
Впервые бюстгальтер был представлен на Всемирной выставке в Париже француженкой Эрмине Кадоль 27 июня 1889, потом в Германии Хуго Шиндлером в 1891 году, первый патент получен в Германии Кристиной Хардт 5 сентября 1899, потом в США (Мэри Фелпс Джейкоб, 3 сентября 1914). Бюстгальтер переносит тяжесть груди на плечи, поддерживая её при помощи лямок, в отличие от корсажа, который подпирает грудь снизу, то есть бюстгальтер — это антипод корсета.
В современном понимании бюстгальтер появился в 1889 году, когда Эрмине Кадоль выставила в своей корсетной мастерской изделие, получившее название «le Bien-Etre» («благополучие»). Чашечки этого бюстгальтера поддерживали две сатиновые ленты, а сзади вся эта конструкция прикреплялась к корсету. По другой версии одна из клиенток Кадоль жаловалась, что корсет мешает ей играть в теннис, и тогда Кадоль взяла и отрезала от неудобного предмета нижнюю часть. Большинство историков костюма считают это всего лишь легендой.
В 1899 году дрезденская швея фройляйн Кристина Хардт представила экспертной комиссии местной палаты ремёсел «женскую фуфайку на лямках с укреплёнными чашечками для груди». В сопроводительном письме фройляйн Хардт писала: «Это изделие поддерживает дамскую грудь, нисколько не стесняя её природной формы». С этого времени и идёт немецко-французская борьба за приоритет в изобретении бюстгальтера.
Патент № 1115674 был выдан Мэри Фелпс Джейкоб на так называемый «бесспинный лифчик» (англ. backless brassiere). Женщины в то время носили корсеты, и поначалу новый предмет женского туалета успеха не имел. Первые бюстгальтеры выпускались под маркой Caresse Crosby, но вскоре Мэри продала патент на своё изобретение корсетной компании братьев Уорнеров в Бриджпорте (штат Коннектикут), за 1,5 тыс. долларов. Производство бюстгальтеров принесло компании за первые 30 лет продаж 15 млн долларов.

### XX век
В 1903 году в Парижской медицинской академии был опробован первый в мире бюстгальтер врача Гош Саро. Она изготовила его, разрезав пополам корсет: верхняя половина стала бюстгальтером, нижняя — поясом. Интересно, что перед этим Гош Саро разработала гигиенический дамский корсет, освободивший грудь и живот женщины и опиравшийся лишь на бёдра.
За годы своего существования бюстгальтеры претерпели множество изменений. В 1922 году эмигрантка из Российской империи Ида Розенталь основала вместе со своим мужем компанию Maidenform. Ими были разработаны стандартизованные размеры бюстгальтеров в зависимости от размера груди, внесены усовершенствования в конструкцию — в частности, были разработаны специальные бюстгальтеры для кормящих матерей. В 1935 году компания стала вшивать в чашечки бюстгальтера специальные вкладки и придавать этим дополнительный объём женской груди. В 1942 году был выдан патент на регулируемую по длине застёжку бюстгальтеров.
В 1941 году Израэль Хай Пайлот получил патент № 2245413 Патентного ведомства США на разработанную им технику особого кроя бюстгальтера из натуральных материалов, которая решала проблему плохого прилегания чашечки к телу. После изобретения нити «Лайкра» посадка и внешний вид намного улучшились. Сейчас бюстгальтеры украшают различными видами кружев (чаще машинным, так как оно дешевле в производстве), металлизированными нитями, стразами, бисером, лентами, драгоценными камнями. Также различают итальянскую размерную сетку, не учитывающую объём под грудью: 1, 2, 3 — соответственно в переводе на европейский 70А, 75В, 80С.
В 1992—1994 годах был изобретён приподнимающий грудь «чудо-лифчик» — Wonderbra.
В 1990—2000-е годы появились новые модели и формы бюстгальтеров в направлении «умного», говорящего белья. Появились бюстгальтер, меняющий цвет в момент овуляции, врем; суперобъемный бюстгальтер, который можно надуть с помощью специальной кнопки; бюстгальтер с микрочипом, который измеряет частоту сердечных сокращений и давление; бюстгальтер с системой радиооповещения о нападении; бюстгальтер из титана, запоминающий форму груди при первом надевании и др. К 200-летней годовщине Моцарта фирма Triumph выпустила музыкальный бюстгальтер, исполняющий одну из мелодий композитора.

### Размеры бюстгальтеров
| Размер верхней одежды         | Размер верхней одежды | 34-36 | 36-38 | 38-40  | 40-42   | 42-44   | 44-46   | 46-48   | 48-50   | 50-52   | 52-54   | 54-56   | 56-58   |
| Размер бюстгальтера           | Европа                | 65    | 70    | 75     | 80      | 85      | 90      | 95      | 100     | 105     | 110     | 115     | 120     |
| Размер бюстгальтера           | Франция               | 80    | 85    | 90     | 95      | 100     | 105     | 110     | 115     | 120     | 125     | 130     | 135     |
| Размер бюстгальтера           | Великобритания        | 30    | 32    | 34     | 36      | 38      | 40      | 42      | 44      | 46      | 48      | 50      | 52      |
| Обхват под грудью, см         | Обхват под грудью, см | 63-67 | 68-72 | 73-77  | 78-82   | 83-87   | 88-92   | 93-97   | 98-102  | 103-107 | 108-112 | 113-117 | 118-122 |
| Размер чашки обхват груди, см | АА                    | 75-77 | 80-82 | 85-87  | 90-92   | 95-97   | 100-102 | 105-107 | -       | -       | -       | -       | -       |
| Размер чашки обхват груди, см | A                     | 77-79 | 82-84 | 87-89  | 92-94   | 97-99   | 102-104 | 107-109 | 112-114 | 117-119 | 122-124 | -       | -       |
| Размер чашки обхват груди, см | B                     | 79-81 | 84-86 | 89-91  | 94-96   | 99-101  | 104-106 | 109-111 | 114-116 | 119-121 | 124-126 | 129-131 | 134-136 |
| Размер чашки обхват груди, см | C                     | 81-83 | 86-88 | 91-93  | 96-98   | 101-103 | 106-108 | 111-113 | 116-118 | 121-123 | 126-128 | 131-133 | 136-138 |
| Размер чашки обхват груди, см | D                     | 83-85 | 88-90 | 93-95  | 98-100  | 103-105 | 108-110 | 113-115 | 118-120 | 123-125 | 128-130 | 133-135 | 138-140 |
| Размер чашки обхват груди, см | E                     | -     | 90-92 | 95-97  | 100-102 | 105-107 | 110-112 | 115-117 | 120-122 | 125-127 | 130-132 | 135-137 | 140-142 |
| Размер чашки обхват груди, см | F                     | -     | 92-94 | 97-99  | 102-104 | 107-109 | 112-114 | 117-119 | 122-124 | 127-129 | 132-134 | 137-139 | 142-144 |
| Размер чашки обхват груди, см | G                     | -     | 94-96 | 99-101 | 104-106 | 109-111 | 114-116 | 119-121 | 124-126 | 129-131 | 134-136 | 139-141 | 144-146 |

## Типы бюстгальтеров
Классический — с закрытой мягкой чашкой, преимущественно без косточек. Верхние и нижние половинки чашки примерно одинаковы по высоте. Этот тип бюстгальтеров актуален для любой полноты и размера груди, хотя молодыми женщинами зачастую игнорируется. Незаменим для женщин с отвисшей или очень большой грудью. Удобен в жаркую погоду, так как глубокие чашки позволяют разделить грудь и максимально расправить складку под ней. Не подходит для платьев с глубоким вырезом или декольте.
Корбей — бюстгальтер с открытой чашкой. Верхняя половина намного меньше нижней. Такой бюстгальтер едва придерживает грудь. Его обычно носят под платьем с большим декольте.
Балконет — это название произошло от особенности конструкции чашек. Грудь наполовину погружена в чашки, которые по форме напоминают балкончики. Обычно чашки формованные и на косточках. Эти бюстгальтеры носят под платьем с большим вырезом или открытым верхом. Если платье с тонкими бретелями, то на бюстгальтер можно установить прозрачные бретели, которые делают из силикона. Большинство бюстгальтеров этого типа имеют съёмные бретели.
Брасьер — едва прикрывает соски. Он подходит для платья с глубоким декольте.
Бра, пуш-ап — бюстгальтеры, придающие дополнительный объём груди. Такой эффект достигается с помощью поролоновых или силиконовых вставок в чашки.
Существует 3 вида бюстгальтеров пуш-ап. 1-й — незначительно приподнимает грудь за счёт кроя. 2-й — увеличивает объём груди на размер с помощью добавления мягкого материала в чашки. 3-й — значительно изменяет бюст, чашечки полностью наполнены мягким материалом.
Бюстье — бюстгальтер на косточках со съёмными бретелями или без них, совмещённый с коротким корсетом из плотной ткани, которая прошита косточками. Он придаёт форму не только груди, но и части тела от точки под грудью до талии благодаря специально вшитым палочкам — бюск. Изобретателем бюстье считается француз Жак Фат, который в 1950-е годы предложил новый элемент дамского белья, очень удобный для вечерних платьев. Поддерживает грудь, корректирует её и слегка стягивает талию.
Бесшовный бюстгальтер (мягкая чашка) — характеризуется отсутствием швов на чашке. Шьют его из тонкой ткани, формованной термообработкой. Его можно надевать под тонкую стретчевую ткань, обтягивающие платья и блузки. Бесшовные бюстгальтеры весьма популярны. Синонимы бесшовного бюстгальтера — "живая грудь".
Бюстгальтер "под футболку" (T-short bra), с формованной плотной чашкой без швов. Ти-шорт-бюстгальтеры очень популярны в США, поскольку обеспечивают хорошую поддержку груди и создают красивую форму. Также ти-шорт-бюстгальтеры используют женщины с асимметрией груди. Чашки не выделяются под легкой одеждой.
Бюстгальтер на косточках — в нижнюю часть чашки вшита упругая и жёсткая дужка. Грудь чётко фиксируется. Этот лифчик подходит под любую модель платья, кроме декольте. Большинство современных бюстгальтеров — с косточками.
Бюстгальтер с мягкими чашками — чашка состоит только из ткани, в ней отсутствуют формопридающие элементы из поролона, полимерных материалов, китового уса и пр. Могут быть как на косточках, так и без них.
Бюстгальтер со съёмными бретелями — достаточно жёсткой конструкции для поддержки груди без бретелей.  Женщины пышных форм могут подобрать такой лифчик с прозрачными бретельками.
Бюстгальтер для купания — специальный бюстгальтер для купания. Обычно изготавливается из плотной синтетической ткани, стойкой к воздействию солёной воды, хлора и лучей солнца. Его конструкция аналогична конструкции обычных бюстгальтеров, но назначением такого бюстгальтера является эпизодическое ношение на пляже или в бассейне. Бюстгальтер для купания входит в состав купальных костюмов для женщин и девочек
Спортивный бюстгальтер — специальный бюстгальтер для занятий спортом. Обычно изготавливается из плотной и долговечной синтетической ткани. Конструкция призвана обеспечить максимальную поддержку груди, но не предназначена для повседневного ношения. Спортивный бюстгальтер характеризуется конструкцией и уровнем поддержки, который обычно обозначается цифрой от 1 до 4.
По конструктивному признаку различают компрессионные и инкапсулирующие (англ. encapsulation) спортивные бюстгальтеры. Компрессионные прижимают грудь к грудной клетке и предназначены, в основном, для женщин с небольшой грудью. Неправильно подобранный компрессионный бюстгальтер может создавать слишком большое давление, при этом кожа верхней части груди и декольте растягивается и травмируется. Ношение правильно подобранного бюстгальтера также следует ограничить непосредственно тренировкой. Инкапсулирующий бюстгальтер поддерживает каждую грудь отдельно. Предназначен для женщин с любой, но в первую очередь крупной грудью. Как и у обычного бюстгальтера чашка выполнена из нерастяжимой ткани. Может быть с закрытой мягкой чашкой без косточек, с мягкой или плотной чашкой на косточках. Такой бюстгальтер, как и обычный, поддерживает грудь не оказывая на неё давления, поэтому его можно носить длительное время (например надеть утром в день тренировки). Уровень поддержки — условная величина от 1 до 4, обычно приводимая производителем в виде таблицы. В зависимости от размера чашки и вида спорта женщина выбирает бюстгальтер из модельного ряда с соответствующим уровнем поддержки. Чем больше грудь и интенсивнее спортивная нагрузка, тем этот уровень выше.

## Критика и протесты
В 1968 году, во время конкурса «Мисс Америка», около 400 сторонниц «Радикальных женщин Нью-Йорка» провели акцию протеста против конкурса, в ходе которой выбрасывали в мусорный бак различные товары индустрии красоты: накладные ресницы, туфли с высокими каблуками, бигуди, средства для укладки волос, средства для макияжа, корсеты и бюстгальтеры. Кто-то предложил сжечь содержимое бака, однако разрешение на это не было получено. Тем не менее СМИ провели аналогию между этой акцией и выступлениями противников призыва, которые действительно сжигали повестки. На самом деле ни сжигания, ни публичного снятия бюстгальтеров в ходе протестов против конкурса «Мисс Америка» не было.
Некоторые феминистки считают бюстгальтер примером того, как женская одежда деформирует тело женщины, подгоняя его под эстетические стандарты той или иной эпохи, под мужские ожидания и представления о привлекательности и соблазнительности. Феминистка и литературовед Жермен Грир, по воспоминаниям коллеги, так оценила бюстгальтер в беседе на официальном университетском ужине:

За столом выпускников Жермен объясняла, что освобождение женщин, как бы хорошо образованы они ни были, невозможно, пока от нас требуется втискивать грудь в лифчики, сконструированные как мини-Везувии, — два висячих прошитых белых конуса, ничем не напоминающих женскую анатомию. Дискомфорт от лифчиков шестидесятых, которому женщины добровольно себя подвергают, как она решительно заявляла, — это отвратительный символ угнетения женщины.
— Лиза Джардин
В своей знаменитой книге «Женщина-евнух» Жермен Грир указывала на то, что бюстгальтер той эпохи стеснял женщину и был крайне неудобен. Она писала: «Лифчики — абсурдное изобретение, но если взять для себя неношение лифчика за правило, вы подвергнете себя подавлению другого рода». Для многих бюстгальтер и сейчас остаётся символом ограничений, которые общество навязывает женщине: «…классическое сжигание лифчиков… обозначало освобождение от угнетения мужского патриархата, будучи буквальным освобождением от пут, стесняющих нашу фигуру».
В наши дни высказываются сомнения в медицинской и общественной необходимости бюстгальтера. Существует неформальное движение, выступающее за свободу неношения бюстгальтера.
Противницы бюстгальтера считают, что это нефункциональное бельё, единственное назначение которого — делать тело более сексуальным и привлекательным. Феминистка Айрис Янг писала, что бюстгальтер «служит препятствием для прикосновения» и что женщина без лифчика «деобъективируется», устраняя «пристальный, цепкий взгляд, который фаллическая культура преподносит как норму». Без лифчика форма женских грудей уже не постоянна, а меняется при движении, отражая естественность тела. Свободная, нестеснённая грудь ниспровергает идеал совершенных форм. «Возмутительнее всего, что без лифчика видны соски. Соски — это неприлично. А декольте — это хорошо, и чем больше, тем лучше…». Сьюзан Браунмиллер считала, что женщины без лифчика шокируют и злят мужчин, потому что мужчины «по умолчанию думают, что женская грудь принадлежит им и что только они имеют право снимать лифчики».

## Медицинские проблемы
По информации Британской хиропрактической ассоциации, неправильный подбор размера бюстгальтера может привести к ряду проблем, в частности боли в спине, плечах и груди, нарушению осанки, затруднению дыхания, травмированию кожи.

### Неправильный размер бюстгальтера и здоровье
Значительная часть медицинских проблем, связанных с бюстгальтерами, возникает из-за неправильно подобранного размера. Сложности с определением подходящего размера бюстгальтера возникают у многих женщин, это подтверждается и медицинскими исследованиями. Существуют также научные работы, показывающие, что современная система размеров груди совершенно некорректна.
Женщины с большой грудью нередко выбирают слишком маленькие бюстгальтеры, а женщины с маленькой грудью, наоборот, слишком большие. Крупные женщины с большей вероятностью будут носить бюстгальтер неподходящего размера. Это может быть обусловлено непониманием того, как правильно определить размер бюстгальтера. В других случаях это связано с необычным или неожиданно быстрым увеличением груди при беременности, наборе веса или других медицинских состояниях, в том числе гипертрофии молочной железы в пубертатный период. При увеличении молочных желёз меняется распределение тканей в них, они обвисают и приобретают не коническую, а луковицеобразную форму. Всё это делает измерения ненадёжными, особенно у женщин с большой грудью. Чем более плотное телосложение у женщины, тем труднее получить точные измерения, так как измерительная лента легко вдавливается в кожу. И наконец, до 25 % женщин обнаруживают постоянную и заметную асимметрию грудей, которая определяется как разница как минимум на один размер чашки. У 10 % женщин асимметрия грудей выражена ещё более сильно, при этом в 62 % случаев больше левая грудь. Производители бюстгальтеров не принимают эти факторы во внимание.
В Великобритании было проведено исследование 103 женщин — кандидаток на маммопластику, которое выявило связь ожирения и неправильного измерения обхвата под грудью. Согласно заключению исследователей, «ожирение, гипертрофия груди, мода и существующая практика подбора размера бюстгальтера как совместно действующие факторы приводят к тому, что для женщин, которые больше других нуждаются в ношении поддерживающего бюстгальтера, вероятность носить бюстгальтер подходящего размера наиболее низкая» Женщины исследуемой группы выбирали слишком большой (вплоть до трёх размеров) размер чашки и слишком маленький (вплоть до 10 см) обхват под грудью. Другие исследования показывают, что самая частая ошибка, которую совершают женщины при выборе бюстгальтера, — это выбор слишком большого обхвата под грудью и слишком маленькой чашки, например 85C вместо 75E или 75B вместо 65D. Более того, огромное значение имеет размер лямочек у бюстгальтера. Большую грудь крайне тяжело поддерживать узкими, врезающимися в плечи бретелями. Мало того, что это крайне неудобно, узкие бретели могут привести к повреждению кожи плеча.

### Ношение бюстгальтера и рак груди
Существует мнение, что слишком тесный бюстгальтер может давить на грудь, тем самым нарушая движение лимфы, что в перспективе может значительно увеличить риск развития рака груди. Однако в настоящее время научных доказательств этого утверждения нет.
Идея о связи ношения бюстгальтера с возникновением рака груди впервые была высказана в книге Сидни Сингера и Сомы Грисмайер «Одетые насмерть» (Dressed to Kill), изданной в США в 1995 году. Её авторы не являются ни онкологами, ни вообще профессиональными учёными, и при написании своей книги они не использовали научные методы. Книга была подвергнута критике со стороны крупнейших американских онкологических организаций (её выводы отвергли Национальный институт злокачественных новообразований, Национальные институты здравоохранения, Американское онкологическое общество). Критики книги отмечают, что в данный момент не существует научных подтверждений того, что давление от бюстгальтера может затруднять лимфоток и что лимфа выводит канцерогены. Кроме того, они указывают на то, что авторы книги не учитывали ни одного из хорошо известных эпидемиологических факторов риска рака груди, таких как число доношенных беременностей, возраст в момент первой беременности, ожирение, регулярное потребление фаст-фуда и заместительная гормональная терапия.

### Обвисание груди и бюстгальтер
Обвисание груди с возрастом, то есть мастоптоз, вызывается возрастными изменениями, и ношение бюстгальтера не помогает его предотвратить. Наоборот, отказ от бюстгальтера, как минимум в случае небольшой груди, укрепляет соединительную ткань и повышает упругость кожи, а ношение бюстгальтера несколько снижает их. В целом, ношение бюстгальтера или отказ от него — это вопрос удобства и психологического комфорта женщины.